# Poręby Dębskie
Poręby Dębskie – jedna z trzech części miasta Nowa Dęba (obok Dęby i Dęby-Osiedla), do 1992 samodzielna wieś. Stanowią południową część miasta o charakterze wiejskim. Rozpościerają się wzdłuż ul. Smugowej i Podleśnej.

## Historia
Dawniej wieś w gminie jednostkowej Dęba w powiecie tarnobrzeskim, za II RP w woј. lwowskim. W 1934 w nowo utworzonej zbiorowej gminie Chmielów, gdzie weszła w skład nowo utworzonej gromady Dęba.
Podczas II wojny światowej włączona początkowo do Heeresgutsbezirk Truppenübungsplatz Süd Dęba w powiecie Dębica w dystrykcie krakowskim (Generalne Gubernatorstwo). W 1944 Niemcy utworzyli gminę Dęba. Zmianę tę władze polskie zatwierdziły dopiero w 1949 roku.
Po wojnie ponownie w powiecie tarnobrzeskim (gmina Dęba), od sierpnia 1945 w województwie rzeszowskim.
Wraz z reformą wprowadzającą gromady w miejsce gmin, Dęba z Porębami Dębskimi utworzyły gromadę Dęba, oprócz osiedla Dęba (dotychczas w granicach Dęby), które utworzyło odrębną gromadę Dęba, a którą już w listopadzie tego samego roku przekształcono w osiedle miejskie. Osiedlu Dęba w 1961 zmieniono nazwę na Nowa Dęba i nadano status miasta.
W związku z reaktywowaniem gmin 1 stycznia 1973 roku, reaktywowano gminę Dęba z siedzibą we wsi Dęba, składającą się z 6 sołectw (Alfedówka, Dęba, Jadachy, Poręby Dębskie, Rozalin i Tarnowska Wola), a więc rekonstruując obszar gminy Dęba z 1954 roku (łącznie z Jadachami, które w 1954 należały do gminy Chmielów, natomiast bez obszaru, który wszedł w skład miasta Nowa Dęba).
9 grudnia 1973 nazwę gminy Dęba zmieniono na Nowa Dęba, w związku z powołaniem wspólnej rady narodowej dla gminy Nowa Dęba i miasta Nowa Dęba z siedzibą w Nowej Dębie. W związku z tym powstała współczesna gmina Nowa Dęba.
1 sierpnia 1977, połowę Poręb Dębskich (276, ha) wraz z wsią Dęba (449 ha) włączono do Nowej Dęby. Drugą połowę Poręb Dębskich (299 ha) do Nowej Dęby włączono 1 stycznia 1992.